# 世界を止めて
「世界を止めて」（せかいをとめて 英語訳:The World On Pause）は、日本のロックバンド、ザ・コレクターズ(THE COLLECTORS)の3枚目のシングルである。

## 概要
前作のシングル「SEE-SAW」から約1年半ぶりのシングル。ザ・コレクターズのシングルの中では歴代第2位の売り上げを残した。

## 収録曲
- 全作詞・作曲：加藤ひさし

1. 世界を止めて
ザ・コレクターズの代表曲。FM802のヘヴィーローテーションになったのをきっかけにスマッシュヒットした。発売当時はこの曲のミュージック・ビデオが無かったため、ヒット後に急いで作られた[2]。加藤は「『世界を止めて』が売れてから結局『世界を止めて』を超えるラヴソングみたいなものを、やっぱりずっと期待されてて」と語っている[3]。
2. きみの素敵な金時計 (private live recording)
3. SUMMER OF LOVE (private live recording)

## タイアップ
- 世界を止めて
  - OVA『BADBOYS』エンディング・テーマ
  - テレビ東京系列局『そのまんま東のバーチャル情報局』エンディング・テーマ

## 収録作品
THE COLLECTORS名義のアルバム
- UFO CLUV（#1）
- COLLECTOR NUMBER.5（#2、アルバム・バージョン）
- 愛ある世界（#3、アルバム・バージョン）
- GOLD TOP〜THE BEST OF THE COLLECTORS（#1）
- LIVING FOUR KICKS（#1、ライブ・バージョン）
- RETROSPECTIVE（#3、extasy party remix）
- CANDYMAN (+3) ※紙ジャケット再発盤（#3）
- THE GREATEST TRACKS（#1,#3、アルバム・バージョン）
- MISSING TRACKS（#3、Sound Factory Mix）
- OH! MY MOD! The Collectors best -Sawao Yamanaka Selection（#1,#3、アルバム・バージョン）
- all time favorite（#1,#3、アルバム・バージョン）
- REVIVAL OF TRIAD ［2015］ MINI BEST -THE COLLECTORS（#1）
- Request Hits (#1)

オムニバス作品
- 802 HEAVY ROTATIONS~J-HITS COMPLETE’92-’94~ (#1)
- 地球バラード (#1)